# Ievguêni Ievtuchenko

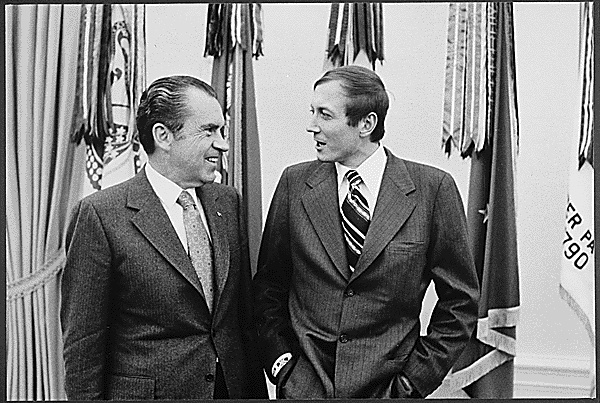

Ievguêni Ievtuchenko (em russo:  Евге́ний Алекса́ндрович Евтуше́нко, por vezes transliterado como Yevgeny Aleksandrovich Yevtushenko ou Ievgueni Ievtuchenko ou ainda Evgueni Ievtuchenko; Zima, 18 de julho de 1932 – Tulsa, Oklahoma, 1 de abril de 2017) foi um poeta russo.
Escreveu, entre outros, os poemas Stantsiia Zima (Estação Zima, 1956) e Mamãe e a bomba atômica (1984), em que expressa suas convicções pacifistas.

## Biografia
Yevtushenko nasceu nas profundezas da Sibéria, na cidade de Zima, nome que se traduz como inverno.
Yevtushenko ganhou notoriedade na antiga União Soviética quando tinha 20 anos, com a sua poesia denunciado Estaline. Ganhou reconhecimento internacional como jovem revolucionário com Babi Yar, o poema de 1961 sobre o massacre de quase 34 000 judeus pelos Nazis e a denúncia do Anti-semitismo que se tinha espalhado por toda a União Soviética. Era professor na Universidade de Tulsa, nos Estados Unidos.
Faleceu com cancro em fase 4, que sofria desde há seis anos.